# Chinesina
Le chinesine (o kinesine, la dizione cinesine è obsoleta) sono una famiglia di proteine facenti parte, insieme alla miosina e alla dineina, della famiglia dei motori proteici (molecular motors o "motor proteins").

Chinesina che percorre il microtubulo

La struttura della molecola, simile a quella della miosina e della dineina, consiste in una testa, formata da una coppia di domini globulari, e una coda, costituita da catene proteiche con conformazione ad elica avvolte insieme. La testa e la coda svolgono funzioni specifiche: la prima si lega ai microtubuli e possiede attività ATPasica (cioè è in grado di idrolizzare l'ATP); la seconda (la coda) lega il carico che può essere rappresentato da vescicole intracellulari o anche da organelli (come i mitocondri) e ne permette così il trasporto lungo il microtubulo. 
Il movimento è unidirezionale e avviene verso l'estremità (+) del microtubulo. In pratica la polarità del trasporto è quello anterogrado, dal centro della cellula verso la periferia, ed è quello che si realizza nel caso delle vescicole di secrezione. Dal punto di vista molecolare si ritiene che l'idrolisi dell'ATP, che avviene a livello della testa della molecola, sia accoppiata a cambiamenti conformazionali che permettono alla chinesina di scorrere lungo il microtubulo.